# Alwyn Jones
Alwyn Jones (ur. 28 lutego 1985) – australijski lekkoatleta specjalizujący się w trójskoku.
W 2004 zajął 5. miejsce na mistrzostwach świata juniorów w Grosseto. Brązowy medalista igrzysk Wspólnoty Narodów z Melbourne (2006). W 2009 był dziewiąty na uniwersjadzie w Belgradzie. W tym samym roku bez powodzenia startował na mistrzostwach świata w Berlinie. W 2013 był siódmy na uniwersjadzie w Kazaniu.
Wielokrotny złoty medalista mistrzostw Australii oraz reprezentant kraju w pucharze świata i meczach międzypaństwowych.
Rekord życiowy: 16,83 (19 marca 2009, Brisbane). 

## Osiągnięcia
| Rok  | Impreza                     | Miejsce   | Lokata            | Wynik |
| ---- | --------------------------- | --------- | ----------------- | ----- |
| 2004 | Mistrzostwa świata juniorów | Grosseto  | 5. miejsce        | 16,29 |
| 2006 | Igrzyska Wspólnoty Narodów  | Melbourne | 3. miejsce        | 16,75 |
| 2006 | Puchar świata               | Ateny     | 8. miejsce        | 16,42 |
| 2009 | Uniwersjada                 | Belgrad   | 9. miejsce        | 16,53 |
| 2009 | Mistrzostwa świata          | Berlin    | el. – 25. miejsce | 16,57 |
| 2013 | Uniwersjada                 | Kazań     | 7. miejsce        | 15,93 |